# Andrej Ćilerdžić

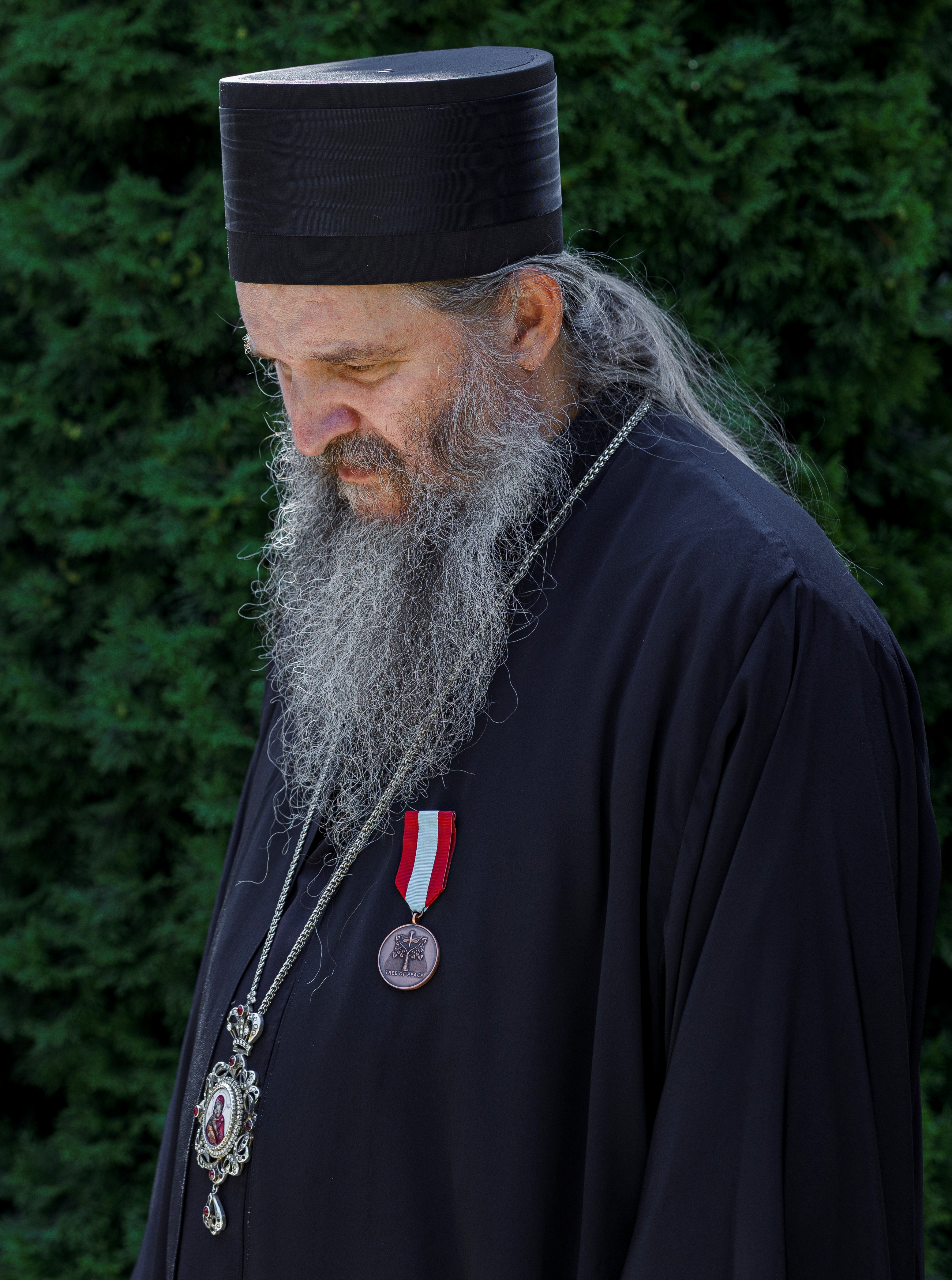
Andrej Ćilerdžić mit der Friedensbaum-Gedenkmedaille

Andrej Ćilerdžić (serbisch Андреј Ћилерџић, * 21. August 1961 in Osnabrück) ist Bischof der serbisch-orthodoxen Kirche in der Schweiz und Italien. Von 2014 bis 2023 leitete er die serbisch orthodoxe Kirche in Österreich. Von 2017 bis 2018 war er zusätzlich Administrator für die die Eparchie von Frankfurt und ganz Deutschland.

## Leben
Nach dem Abitur 1980 in Düsseldorf, wo sein Vater, der Erzbischöfliche Vikar Dobrivoje Ćilerdžić (1920–1995), Priester der Gemeinde St. Sava war, lebte er für einige Zeit auf dem Heiligen Berg Athos in Griechenland.
1986 erwarb er das Diplom an der Theologischen Fakultät der Serbischen Orthodoxen Kirche in Belgrad und empfing im Dezember 1986 die Mönchsweihe im Kloster Dečani, Serbien. Anfang 1987 wurde er in der St.-Sava-Kirche in Düsseldorf zum Diakon geweiht. Im November 1990 empfing er die Priesterweihe, ebenfalls in St. Sava, Düsseldorf. Nach einer dreijährigen Lehrtätigkeit im Priesterseminar St. Kyrill und St. Method in Prizren erhielt er 1993 den Ruf zum Ökumenesekretär im Außenamt des serbisch-orthodoxen Patriarchats von Belgrad. Im August 2002 erhielt er den Titel eines Archimandriten für die serbische orthodoxe Diözese von Novi Sad. Als Kind der Serbischen Emigration nach dem Zweiten Weltkrieg ist er der erste in Deutschland aufgewachsene Mönch der Serbisch-Orthodoxen Kirche.
Seit 2008 forscht er an der Ludwig-Maximilians-Universität München an einem Promotionsprojekt über Modelle kirchlicher Einheit im 21. Jahrhundert. Anfang 2010 ernannte ihn Athanasios Vletsis vom Lehrstuhl für Systematische Theologie zum wissenschaftlichen Mitarbeiter.
Andrej Cilerdzic spricht Deutsch, Englisch, Griechisch, Italienisch, Serbisch und Französisch, er verfügt zudem über altsprachliche Kenntnisse. Besonders zeichnet er sich durch sein ökumenisches Engagement aus.
Am 17. September 2011 wurde er in Belgrad zum Weihbischof von Remesiana geweiht und war von 2011 bis 2014 als Chef des Kabinetts des Serbischen Patriarchen Irinej im Patriarchat der Serbisch-Orthodoxen Kirche tätig.
Am 23. Mai 2014 wurde er von der Bischofsvollversammlung der Serbisch-Orthodoxen Kirche zum Bischof von Österreich-Schweiz-Italien mit Sitz in Wien gewählt. Bischof Andrej ist der erste Bischof der neugegründeten Diözese für Österreich-Schweiz-Italien, die zuvor zusammen mit Deutschland die Diözese für Mitteleuropa gebildet hat.
Auf der Vollversammlung des Ökumenischen Rates der Kirchen in Österreich (ÖRKÖ) wählten die Delegierten der 16 Mitgliedskirchen am 13. Oktober 2016 in Wien Bischof Andrej zu einem der beiden stellvertretenden Vorsitzenden.
Von 2017 bis zum Amtsantritt von Bischof Grigorije (Durić) im September 2018 leitete Andrej die Diözese von Frankfurt und ganz Deutschland vorübergehend als Administrator.
Mit November 2023 enthob ihn der Hl. Synod der serbisch-orthodoxen Kirche des Amts des Eparchen von Österreich.

## Veröffentlichungen
- Aufsätze Ökumene, Orthodoxe Perspektiven. In: Glaube in der 2. Welt, Heft 2/2009, 37. Jahrgang, S. 18 ff.
- Rezensionen Elmar Büttner, Erzbischof Leon von Ohrid. Leben und Werk (mit den Texten seiner bisher unedierten asketischen Schrift und seiner drei Briefe an den Papst) Orthodoxes Forum, Heft 1/2010, 24. Jahrgang, S. 107 ff.
- Theologische Ausbildung und Religionsunterricht in Serbien. In: Una Sancta. Zeitschrift für ökumenische Begegnung. Kyrios-Verlag GmbH, Meitingen-Freising, 2/2011, S. 144 ff.
- Toleranz in den Kirchen-unterstützt von den Kirchen. In: Quatember. Vierteljahreshefte für Erneuerung und Einheit der Kirche. 77. Jahrgang, Heft 4/Advent und Weihnachten: Riten und Rituale, S. 233 ff.
- Mut zur Koinonia-Schritte auf dem Weg zur Einheit der Kirche. In: Pro Oriente. Band XXXIX: Beiträge des Zweiten Ekklesiologischen Kolloquiums Wesen und Grenzen der Kirche. Tyrolia, 2015, S. 306 ff.
- Warum Leid? Der Mensch zwischen Resignation und Aufbegehren. In: Die zentrale Rolle der Schöpfung – Unterschiedliche Deutungsansätze von Schöpfung, Evolution und Kreation in der serbisch-orthodoxen Theologie (= Schriften der katholischen Privatuniversität Linz). Verlag Friedrich Pustet, Regensburg 2016, S. 151 ff.
- La vita consacrata nella tradizione ortodossa. In: La vita consacrata nelle tradizioni cristiane – Sequela Christi. Atti del colloquio ecumenico, Roma 22/25 gennaio. 2015, S. 78 ff.
- Begegnung der orthodoxen Kirche mit dem Islam – Beziehung auf Gegenseitigkeit? In: Pro Oriente. Jahrbuch 2013. Wien-Salzburg-Graz-Linz 2014, S. 104 ff.
- Ganzheitliche Ökologie – Klima- und soziale Gerechtigkeit. In: Dossier – Nachrichten und Stellungnahmen der Katholischen Sozialakademie Österreichs, 08/2015, Gerechtigkeit – Frieden – Bewahrung der Schöpfung, S. 11 ff.
- Serben in der Schweiz, Swiss Serbi, September 2015, No. 1.
- La pace nella Divina liturgia. In: Beati i Pacifici. Edizioni Qiqajon, Comunità di Bose 2015, S. 111 ff.
- Anerkannte Religionsgemeinschaften in Österreich und ihre Erwartungen an das Staat-Kirche-Verhältnis. In: Johann Bair, Wilhelm Rees (Hrsg.): Conference Series Religion und Staat im Brennpunkt, S. 39 ff.
- Pastorale Erwartungen – Die Orthodoxie am Vorabend der Panorthodoxen Synode. In: KNA – Ökumenische Information, Dokumentation am 14. Juni 2016, S. 263.
- Orthodox Impressions of Brother Roger and his life for Reconciliation. In: Acts of the International Colloquium of Taize, August–September 2015, S. 51 ff.
- Das Positive des Konzils sehen – Die Geschichte wird das Urteil über die Ereignisse auf Kreta sprechen. In: Ökumenische Information 28, Nachrichten und Hintergründe aus der Christlichen Ökumene und dem Dialog der Religionen, S. 7 ff.
- Kurzes Statement zur Ökumene aus der orthodoxen Perspektive. In: Ökumene und kirchenrechtliche Aspekte (= Kirchenrechtliche Bibliothek Bd. 13). Wien, Berlin, Münster 2014, S. 37ff.
- Die Begegnung der Orthodoxen Kirche mit dem Islam. In: Ostkirchliche Studien, 65. Band, Heft 1, 2016.
- Neuer Wein in neuen Schläuchen – Mutiges Mönchtum und der öumenische Dialog als Schritte auf dem Weg zur Einheit der Kirche. Laudatio zur Verleihung des Abt-Emmanuel-Heufelder-Preises am 5. November 2016 in Niederaltaich. In: Die beiden Türme – Niederaltaicher Rundbrief, Nr. 110, Jg. 52, 2-2016, S. 91–99.
- Die Rezeption der Dialoge in der Orthodoxie. In: Ökumenische Informationen Salzburg, Jänner 2017, Nummer 32, S. 11–12.
- Kirche und Staat – von der Wichtigkeit einer Dialogkultur. In: Ex Oriente Lux – Begegnung mit dem christlichen Osten, S. 145–152.
- Die Begegnung der Orthodoxen Kirche mit dem Islam (= Ostkirchliche Studien, 65. Band, Heft 1). 2016, S. 5–18.
- Keine uniforme Einheit, sondern versöhnte Verschiedenheit (= Religion & Gesellschaft, RGOW 6). 45. Jahrgang, 2017, S. 16 ff.
- Die Panorthodoxe Synode von Kreta (Orthodoxes Forum, Zeitschrift des Instituts für Orthodoxe Theologie der Universität München). 31. Jahrgang – 2017 – Heft 1+2, S. 71–75.
- Eine orthodoxe Position zur „Mission der Kirche in der modernen Welt“ (KNA Ökumenische Information 23, Nachrichten und Hintergründe aus der Christlichen Ökumene und dem Dialog der Religionen), Dokumentation I – IV.
- Schöpfungsethik – ein gemeinsamer Lernweg – „Der Beitrag der orthodoxen Theologie zur ökologischen Verantwortung“ (Gärten in der Wüste – Severin J. Lederhilger (Hg.)) – Schriften der katholischen Privatuniversität Linz 2018 – Verlag Friedrich Pustet, S. 93–99.
- Schuld und Vergebung in der Orthodoxen Begräbnisliturgie – Ökumenische Informationen Salzburg – Jänner 2019, Nr. 34 – macht.vergebung – Seite 19
- Die Serbische Orthodoxe Kirche in den Herausforderungen des 21. Jahrhunderts – Schriften des Ostkircheninstituts der Diözese Regensburg (Band 3) – Dietmar Schon (Hg.) – Verlag Friedrich Pustet 2019 – S. 11–17.
- Gott und die digitale Revolution – Schriften der katholischen Privatuniversität Linz (Skul 6) – Severin J. Lederhilger (Hg.) – Verlag Friedrich Pustet 2019 – S. 213–223.

## Orden und Ehrenzeichen
- Servare et Manere:  Friedensbaum-Gedenkmedaille[5][6][7]